# Championnats de Belgique d'athlétisme 2000
Les Championnats de Belgique d'athlétisme 2000 toutes catégories ont eu lieu les 29 et 30 juillet 2000 à Bruxelles.

## Résultats
| Hommes | Prestation | Catégorie | Femmes | Prestation |
| ------ | ---------- | --------- | ------ | ---------- |

## Sources
- Ligue belge francophone d'athlétisme